# Promise David
Promise Oluwatobi Emmanuel David Akinpelu (Brampton, 3 luglio 2001) è un calciatore canadese con cittadinanza nigeriana, attaccante dell'Union Saint-Gilloise.

## Biografia
È nato in Canada da genitori nigeriani.

## Caratteristiche tecniche
Considerato uno dei calciatori canadesi migliore della sua generazione, David è una punta centrale, è dotato di un fisico forte, abile nel tagliare e sfrutta bene le sue capacità di realizzatore nel mudulo a due punte. È capace di segnare su rigore, possiede una buona corsa e ha visione di gioco, è bravo nel muoversi negli spazi liberi, si accentra con il destro, il suo piede forte, abile nel calciare dalla media distanza.

## Carriera

### Club

#### Gli inizi e Valletta
Ha iniziato a giocare a calcio nel settore giovanile del Toronto FC, per poi proseguire con il Vaughan Azzurri. Nel 2019 è andato in Croazia al Trnje Zagabria e due anni dopo è rientrato negli Stati Uniti dove ha concluso la sua formazione con il FC Tulsa.
Nel gennaio del 2022 ha firmato con il Valletta, dove ha debuttato il 17 gennaio nell'incontro di Premier League Malti perso 2-0 contro il Floriana. Segna il suo primo gol nel pareggio per 2-2 contro il Mosta, invece il 16 aprile 2022 realizza una rete nella sua prima vittoria sconfiggendo per 3-0 il Marsaxlokk, il suo ultimo gol per la squadra lo segna contro il Santa Lucia decidendo il risultato per 1-0.

#### Sirens e Kalju Nõmme
L'anno successivo è passato al Sirens dove partecipa in tutto a sole 6 partite.Il 13 febbraio 2023 ha firmato con il Kalju Nõmme dove, nel suo primo campionato, segna per la prima volta contro il Kuressaare vincendo per 2-0, realizza inoltre una doppietta nel pareggio per 3-3 con il Paide. David si è alternato fra prima e seconda squadra,nel suo ultimo campionato realizza quattordici gol, segna una rete battendo per 3-0 il Trans Narva, sigla un gol sconfiggendo per 2-1 il Paide, inoltre riesce a segnare per tre volte una doppietta, pareggiando per 2-2 contro il Flora e battendo prima per 4-2 il Tammeka Tartu e poi sconfiggendo per 2-0 il Kalev.

#### Union Saint-Gilloise
Il 2 luglio 2024 è stato acquistato a titolo definitivo dall'Union Saint-Gilloise. Nell'Europa League segna una rete contro l'Ajax vincendo per 2-1. Vince la  Pro League dove il suo talento esplode, realizzando in tutto 19 reti nel torneo.

### Nazionale
Ha giocato con la nazionale giovanile nigeriana Under-23. Nel 2025 ha scelto di optare per la nazionale canadese ed il 12 marzo ha ricevuto la sua prima convocazione in occasione della fase finale di CONCACAF Nations League. Il 7 giugno del medesimo anno ha esordito con il Canada nel successo per 4-2 in amichevole contro l'Ucraina; nel corso della partita ha pure realizzato il suo primo gol in nazionale.
Partecipa alla Gold Cup nel 2025, segna una rete battendo l'Honduras per 6-0, invece nel pareggio per 1-1 contro il Guatemala, ai calci di rigore David è il primo a fare gol dal dischetto, ma il Canada perde per 6-5.

## Statistiche

### Presenze e reti nei club
Statistiche aggiornate al 25 maggio 2025.
| Stagione           | Squadra              | Campionato         | Campionato | Campionato | Coppe nazionali | Coppe nazionali | Coppe nazionali | Coppe continentali | Coppe continentali | Coppe continentali | Altre coppe | Altre coppe | Altre coppe | Totale | Totale | Totale |
| Stagione           | Squadra              | Comp               | Pres       | Reti       | Comp            | Pres            | Reti            | Comp               | Pres               | Reti               | Comp        | Pres        | Reti        | Pres   | Reti   |        |
| ------------------ | -------------------- | ------------------ | ---------- | ---------- | --------------- | --------------- | --------------- | ------------------ | ------------------ | ------------------ | ----------- | ----------- | ----------- | ------ | ------ | ------ |
| gen.-giu. 2022     | Valletta             | PL                 | 9          | 2          | CM              | 5               | 2               | -                  | -                  | -                  | -           | -           | -           | 14     | 4      |        |
| 2022-feb. 2023     | Sirens               | PL                 | 6          | 0          | CM              | 0               | 0               | -                  | -                  | -                  | -           | -           | -           | 6      | 0      |        |
| 2023               | Kalju Nõmme U21      | EB                 | 19         | 22         | -               | -               | -               | -                  | -                  | -                  | -           | -           | -           | 19     | 22     |        |
| 2023               | Kalju Nõmme          | ML                 | 23         | 7          | CE              | 3               | 6               | -                  | -                  | -                  | -           | -           | -           | 26     | 13     |        |
| mar.-giu. 2024     | Kalju Nõmme          | ML                 | 16         | 14         | CE              | 2               | 3               | -                  | -                  | -                  | -           | -           | -           | 18     | 17     |        |
| Totale Kalju Nõmme | Totale Kalju Nõmme   | Totale Kalju Nõmme | 39         | 21         |                 | 5               | 9               |                    | -                  | -                  |             | -           | -           | 44     | 30     |        |
| 2024-2025          | Union Saint-Gilloise | PL                 | 34         | 19         | CB              | 3               | 4               | UCL+UEL            | 1+2                | 0+1                | SB          | 1           | 0           | 41     | 24     |        |
| Totale carriera    | Totale carriera      | Totale carriera    | 107        | 64         |                 | 13              | 15              |                    | 3                  | 1                  |             | 1           | 0           | 124    | 80     |        |

### Cronologia presenze e reti in nazionale
| Cronologia completa delle presenze e delle reti in nazionale ― Canada | Cronologia completa delle presenze e delle reti in nazionale ― Canada | Cronologia completa delle presenze e delle reti in nazionale ― Canada | Cronologia completa delle presenze e delle reti in nazionale ― Canada | Cronologia completa delle presenze e delle reti in nazionale ― Canada | Cronologia completa delle presenze e delle reti in nazionale ― Canada | Cronologia completa delle presenze e delle reti in nazionale ― Canada | Cronologia completa delle presenze e delle reti in nazionale ― Canada |
| Data                                                                  | Città                                                                 | In casa                                                               | Risultato                                                             | Ospiti                                                                | Competizione                                                          | Reti                                                                  | Note                                                                  |
| --------------------------------------------------------------------- | --------------------------------------------------------------------- | --------------------------------------------------------------------- | --------------------------------------------------------------------- | --------------------------------------------------------------------- | --------------------------------------------------------------------- | --------------------------------------------------------------------- | --------------------------------------------------------------------- |
| 7-6-2025                                                              | Toronto                                                               | Canada                                                                | 4 – 2                                                                 | Ucraina                                                               | Amichevole                                                            | 1                                                                     | 46’                                                                   |
| 17-6-2025                                                             | Vancouver                                                             | Canada                                                                | 6 – 0                                                                 | Honduras                                                              | Gold Cup 2025 - 1º turno                                              | 1                                                                     | 71’                                                                   |
| 24-6-2025                                                             | Houston                                                               | Canada                                                                | 2 – 0                                                                 | El Salvador                                                           | Gold Cup 2025 - 1º turno                                              | -                                                                     | 59’ 62’                                                               |
| 29-6-2025                                                             | Minneapolis                                                           | Canada                                                                | 1 – 1 (5 – 6 dtr)                                                     | Guatemala                                                             | Gold Cup 2025 - Quarti di finale                                      | -                                                                     | 90+1’                                                                 |
| Totale                                                                |                                                                       | Presenze                                                              | 4                                                                     |                                                                       | Reti                                                                  | 2                                                                     |                                                                       |

## Palmarès

### Club

#### Competizioni nazionali
- Supercoppa del Belgio: 1

Union Saint-Gilloise: 2024
- Campionato belga: 1

Union Saint-Gilloise: 2024-2025